# Biología sintética

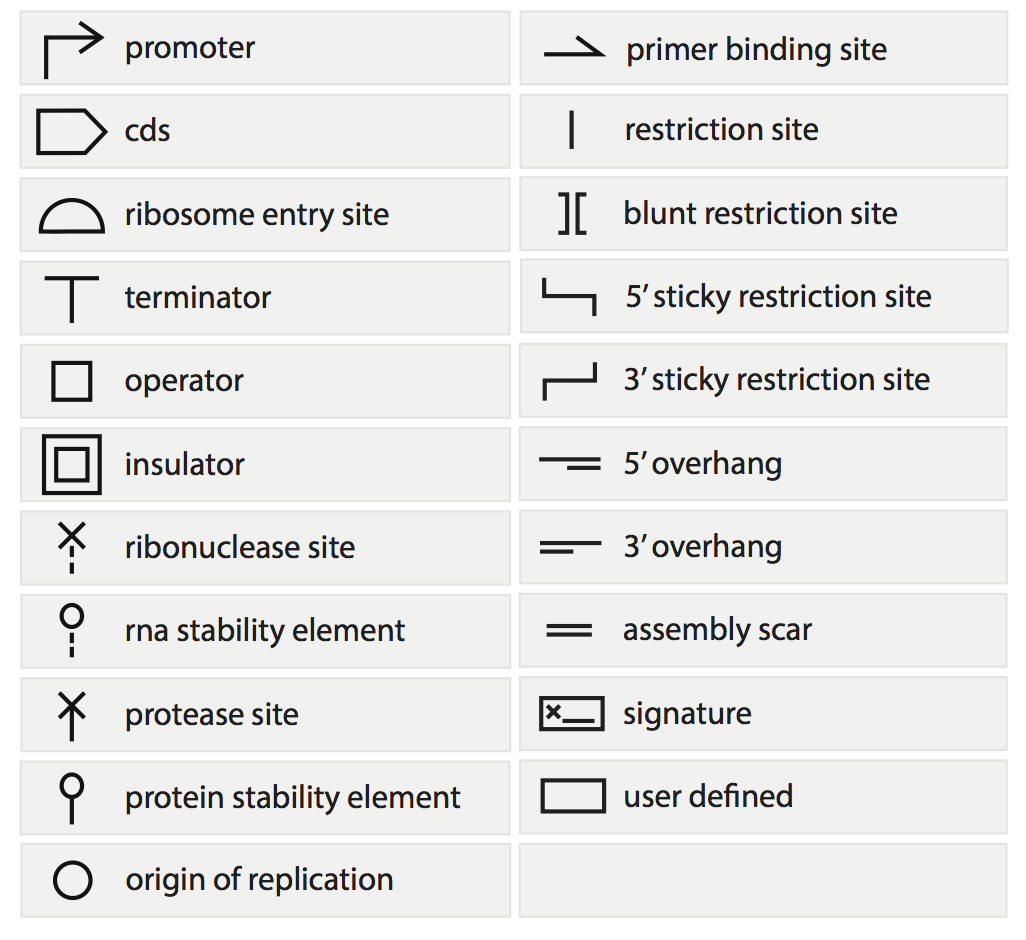
Símbolos visuales estándar del lenguaje abierto de biología sintética (SBOL) para usar con BioBricks Standard

La biología sintética se define como la síntesis de biomoléculas o ingeniería de sistemas biológicos con funciones nuevas que no se encuentran en la naturaleza. Es una disciplina que, a diferencia de la biología, no se basa en el estudio de los seres vivos, sino que intenta rediseñar sistemas biológicos que ya existen en la naturaleza. La Biología sintética crea nuevos organismos programables, es decir, crea microorganismos a la carta que se comporten como pequeños ordenadores.

## Tecnologías de Biología sintética

### Expansión delcódigo genético
El ADN está compuesto por 4 pares de bases nucleotídicas: A (adenina), T (timina), C (citosina) y G (guanina). Mediante un proceso denominado transcripción las bases nucleotídicas del ADN se transforman en ARN, que a su vez está compuesto por A (adenina), C (citosina), G (guanina) y U (Uracilo) en lugar de timina. A continuación tiene lugar la traducción de ARN a proteínas. En este proceso, mediante combinaciones de 4 bases nucleotídicas del ARN se obtienen 64 posibles combinaciones de tres bases llamadas codones, que son específicos de un aminoácido. 61 de estos codones se corresponden con los 20 aminoácidos naturales, debido a que existen duplicaciones que provocan que más de un codón codifique para un mismo aminoácido. Los otros 3 codones restantes se denominan codones de terminación y constituyen señales de terminación que interrumpen la síntesis de proteínas. Los primeros pasos en el diseño de nuevas formas de vida consisten en el diseño de microorganismos que utilizan un código genético diferente al que actualmente emplean todas las formas de vida existentes en la tierra. Mediante la introducción de nuevas unidades sintéticas en su ADN, estos organismos poseerían proteínas sintéticas.

### Circuitos genéticos
El circuito genético consiste en un conjunto de genes que participan en la digestión de la lactosa en la bacteria E. coli. Un gen regulador denominado represor se encuentra normalmente encendido, manteniendo el metabolismo de la digestión de la lactosa inactivo. Cuando la lactosa está presente en el medio, la bacteria apaga el represor.
Los circuitos genéticos formados por genes y sus reguladores se comportan de forma equivalente a circuitos electrónicos realizando operaciones booleanas o lógicas.
En concreto, los circuitos genéticos se describen mediante diagramas semejantes a los que se emplean en los circuitos eléctricos, con nodos que representan a determinados genes y flechas que indican otros genes a los que regulan los primeros.
La activación de estos genes oscila entre los estados de encendido y apagado a medida que la señal se propaga por el circuito, produciendo a su vez oscilaciones periódicas en la concentración de las proteínas que codifican. La arquitectura de estos circuitos es cíclica y en ellos cada gen inhibe al siguiente y es inhibido por el anterior, razón por la cual a este tipo de circuitos se les denomina osciladores.

### Genoma mínimo
Para lograr construir microorganismos artificiales es necesario un requisito previo, identificar la configuración mínima de genes necesarios para permitir a las células artificiales replicarse de manera autónoma, es decir, su genoma mínimo teórico. Estos hasta ahora hipotéticos microorganismos podrían derivarse de microorganismos naturales con una mínima colección de genes (microorganismos mínimos) o podrían ser generados de un modo totalmente sintético usando un grupo de genes esenciales (microorganismos sintéticos).
El proceso necesario para identificar el genoma mínimo de los microorganismos sintéticos se puede realizar por diversos métodos, que van desde la identificación de genes esenciales por mutagénesis hasta el análisis de homología de secuencias génicas mediante herramientas bioinformáticas. Una tercera alternativa consiste en el estudio de sistemas biológicos que, de forma natural, han experimentado una reducción de su material genético.

### Evolución dirigida
El diseño de circuitos genéticos se realizaba en sus comienzos por medio de estrategias combinatorias en las cuales los componentes individuales del circuito se ensamblan in vitro, y posteriormente se introducían en una célula para observar su comportamiento.
Un método alternativo que no necesita de un conocimiento previo acerca de los detalles de la función del circuito es la evolución dirigida. Este es un proceso que se aprovecha de la habilidad de las células para sobrevivir frente a una presión selectiva. Una de las técnicas que emplea esta estrategia es el denominado barajado de ADN o molecular breeding. El barajado de ADN consiste en la recombinación de múltiples secuencias de ADN para crear librerías de genes quiméricos. Los genes quiméricos posteriormente se insertan en vectores de expresión y se transfieren a una célula huésped, con el objetivo de seleccionar aquellas secuencias quiméricas que posean las características deseadas. La principal ventaja de esta técnica radica en que permite diseñar circuitos complejos que poseen múltiples interacciones entre sí. Esta estrategia ha sido empleada en el diseño de redes sintéticas a partir de mutaciones conocidas, que posteriormente se mejoran mediante evolución dirigida.

### Ingeniería genéticain silico
Hasta la fecha, se ha conseguido diseñar circuitos genéticos simples empleando diversas estrategias in vivo tales como la expansión del código genético, la evolución dirigida o la identificación y síntesis de genomas mínimos. Sin embargo, el principal factor limitante de estas estrategias radica en la imposibilidad de predecir el comportamiento de un circuito en su medio natural. La verdadera biología sintética tiene como objetivo la construcción de modelos que puedan predecir de forma precisa cómo se comportaría este circuito genético en el interior de las células. Las células están sujetas a cambios constantes que incluyen estrés del medio y mutaciones genéticas que afectan a su habilidad para crecer y propagarse. Las simulaciones realizadas mediante Ingeniería Genética in silico, deben tener en cuenta este tipo de circunstancias para dotar de realismo a los modelos que se creen. Las simulaciones por ordenador son una herramienta básica de la biología sintética, siempre y cuando mantengan los principios de estandarización de los componentes del modelo y optimización de los circuitos diseñados.

### Biología molecular no convencional
El objetivo de la estrategia de la «biología molecular no natural» es crear nuevas variedades de vida que se basen en un tipo diferente de biología molecular, como nuevos tipos de ácidos nucleicos o un nuevo código genético, como por ejemplo, la vida especular. La creación de nuevos tipos de nucleótidos que puedan incorporarse a ácidos nucleicos únicos podría lograrse modificando ciertos componentes del ADN o ARN, como las bases o los azúcares de la cadena principal. Se podría alterar el código genético insertando codones cuádruples o modificando algunos codones para codificar nuevos aminoácidos, lo que posteriormente permitiría el uso de aminoácidos no naturales con características únicas en la producción de proteínas. 
Se formaría un nuevo tipo de vida mediante organismos con un genoma construido sobre ácidos nucleicos sintéticos o sobre un sistema de codificación totalmente nuevo para aminoácidos sintéticos. Este nuevo estilo de vida tendría algunos beneficios, pero también algunos nuevos peligros. Al liberarlos en el medio ambiente, no habría transferencia horizontal de genes ni cruzamiento de genes con especies naturales. Además, estos tipos de organismos sintéticos podrían ser creados para requerir materiales no naturales para la síntesis de proteínas o ácidos nucleicos, lo que los haría incapaces de prosperar en la naturaleza si escaparan accidentalmente. Por otro lado, si estos organismos finalmente pudieran sobrevivir fuera del espacio controlado, podrían tener una ventaja particular sobre los organismos naturales porque serían resistentes a los organismos vivos depredadores o a los virus naturales, lo que podría llevar a una propagación descontrolada de los organismos sintéticos. Recientemente se publicó un metaestudio advirtiendo los potenciales peligros sobre la creación de nuevos tipos de biomoléculas. 

## Aplicaciones de la biología sintética

### Biomedicina

Aplicaciones de la biología sintética

La medicina será una de las áreas que más se beneficiará de los avances en esta nueva disciplina, en concreto las áreas sobre las que tendrá una mayor repercusión serán el desarrollo de nuevos fármacos, la terapia génica, la reparación y ingeniería de tejidos y la reprogramación celular.

#### Fármacos
Un fármaco compuesto por una envuelta sintética que contiene una molécula que al detectar un indicador concreto, activa la liberación del fármaco. La administración de este tipo de fármacos ha de ser sencilla y sólo debe activarse cuando el paciente desarrolle la enfermedad.

Un ejemplo de esta tecnología puede ser el diseño de microorganismos que detecten cambios en la concentración de hormonas, y como respuesta den lugar a la secreción de compuestos químicos o biológicos. Esta estrategia requiere del desarrollo de materiales de encapsulación así como de enzimas que produzcan la liberación del fármaco.

#### Genómica personalizada
La biología sintética permitirá obtener un conocimiento más amplio de la complejidad de las enfermedades y, por tanto, será posible desarrollar fármacos a la carta. Esto se realizará gracias a las tecnologías propias de este campo como son la creación de circuitos genéticos y la ingeniería genética in silico. Mediante estas tecnologías se podrán crear modelos tanto teóricos como experimentales que permitirán probar la respuesta o efectos secundarios de un fármaco frente a los distintos modelos diseñados en el laboratorio. Como consecuencia, los fármacos del futuro estarán ajustados a las necesidades del paciente en su formulación, dosis, cinética de liberación, y patrón de glucosilación. 
También se entiende por la búsqueda del fármaco o combinación de fármacos existentes -dentro de los protocolos existentes o incluso al margen de ellos- que pueden ser más eficaces en un paciente concreto. La comprobación de dicha eficacia es previa al tratamiento y se desarrolla en laboratorio mediante pruebas y tests sobre tejidos o muestras in vitro del paciente.

#### Terapia genética
Consiste en el diseño y modificación de virus para transportar genes a tejidos concretos y conseguir la recombinación e integración de los mismos de forma eficiente en el genoma del paciente. Esta aplicación constituiría un gran empuje para la terapia génica, que, tras sus prometedores comienzos, no ha conseguido superar una de sus grandes barreras, la capacidad de llevar el transgén a la célula diana, sobre todo para el tratamiento del cáncer o de síndromes genéticos. Además de virus, también es posible el diseño de circuitos biológicos que detecten cambios fisiológicos anormales en las células y den lugar a una respuesta basada en la recombinación del gen anormal con su homólogo normal. Tanto los virus como los circuitos biológicos sintéticos pueden ser empleados para reconocer y eliminar células anormales, siendo el cáncer la aplicación más inmediata.

#### Reparación y regeneración de tejidos
Esta aplicación se basa en el diseño de sistemas moleculares formados por sensores capaces de reconocer la existencia de daños en determinados tejidos, unido a un grupo de enzimas capaces de reparar el daño. Ejemplos potenciales podrían ser la regeneración endotelial de los vasos sanguíneos en lesiones vasculares y la reparación tisular a través de la regeneración de la matriz de colágeno.

#### Reprogramación celular
Las células madre pueden ser modificadas de modo que adquieran nuevas propiedades y posteriormente sean introducidas en pacientes para, por ejemplo, revertir una patología. Esta terapia podría ser de utilidad en la reprogramación del sistema inmune con el objeto de combatir enfermedades infecciosas. La regeneración de órganos por medio de estrategias de reprogramación celular es otra de las aplicaciones potenciales en biomedicina, proceso común en otros vertebrados como las salamandras o tritones.
Recientemente se ha hecho entrega del premio nobel de medicina a los «padres» de la reprogramación celular el japonés Shinya Yamanaka y el británico John B. Gurdon, quienes han revolucionado la investigación de cómo se desarrollan los organismos y las células.

## Fotografía bacteriana
La fotografía bacteriana es un ejemplo de biología sintética a pequeña escala que usa células de Escherichia coli modificadas genéticamente.

## Medio ambiente
Las investigaciones se están dirigiendo hacia el diseño de sistemas complejos y el rediseño de componentes biológicos inspirados en circuitos electrónicos.

### Biorremediación
El empleo de bacterias y hongos modificados como herramientas con el fin de eliminar compuestos tóxicos y no contaminar los ecosistemas.

### Explotación de reservas mineras de baja calidad
Diseño de microorganismos capaces de extraer minerales de interés presentes incluso en bajas concentraciones, debido a la sobreexplotación de la mina o a la baja calidad de la misma.

### Seguridad de organismos transgénicos
La inserción de ácidos nucleicos no naturales en secuencias transgénicas proporcionaría un mecanismo de control de estos organismos, ya que su presencia dependería exclusivamente del aporte de percusores de ácidos nucleicos no naturales, los cuales no se encuentran en la naturaleza.

### Biosensores
Dispositivos compactos de análisis que se componen de un elemento capaz de reconocer e interaccionar con sustancias o microorganismos de interés, y de un sistema electrónico que permite procesar la señal producida por esta interacción.

## Energía
La producción de bioenergía mediante microorganismos sintéticos se encuentra en sus primeras etapas de desarrollo. Se trata de una aplicación realista que para su desarrollo necesita de una mayor evolución en las tecnologías en las que se basa. En primer lugar, es necesario identificar el número de genes mínimos e indispensables para la vida, para posteriormente rediseñar rutas metabólicas novedosas encaminadas a la producción de energía.
Existen tres campos de investigación principales en cuanto a producción de bioenergía mediante Biología Sintética, la producción de hidrógeno o etanol, la conversión eficiente de residuos en energía y la conversión de energía solar en hidrógeno.

## Nuevos biomateriales
Los biomateriales son materiales farmacológicamente inertes, utilizados para ser incorporados o implantados dentro de un sistema vivo para reemplazar o restaurar alguna función permaneciendo en contacto permanente o intermitente con fluidos corporales.
Será posible diseñar o modificar células y microorganismos para que sean capaces de sintetizar polipéptidos constituidos por aminoácidos no naturales que posean propiedades interesantes. Entre las nuevas propiedades se encontrarían la capacidad de entrecruzamiento o el reconocimiento de moléculas (útil para la unión de materiales entre sí).
Uno de los retos de la nanotecnología y de la ingeniería de biomateriales es conseguir alcanzar un mayor grado de control en la manipulación de los nanomateriales. La Biología Sintética proporciona herramientas para conseguir este control. Las proteínas motoras de la célula se pueden programar para transportar nanopartículas a una localización concreta, y el ADN se ha empleado como molde para el ensamblaje de objetos de escala nanométrica sobre su superficie.

## Perspectivas futuras de la biología sintética
Su futuro desarrollo supondrá un impacto para la biología y la biotecnología actual comparable al impacto que ha tenido la introducción de la informática en las distintas disciplinas científicas. Según los expertos consultados, las aplicaciones de Biología Sintética con unas perspectivas de desarrollo más inminentes son las relacionadas con el medio ambiente, mientras que la Biomedicina se presenta como la aplicación con unas perspectivas de desarrollo a más largo plazo, el resto de aplicaciones se encuentran en una situación intermedia.

### Perspectivas a corto plazo
Medio Ambiente es el campo de aplicación de la Biología Sintética que los expertos han valorado con unas perspectivas de desarrollo más cercanas en el tiempo y, por debajo de la Biomedicina, es el área donde existe mayor interés entre ellos.
Las aplicaciones de Biología Sintética que pertenecen al ámbito del Medio Ambiente, tales como la seguridad de organismos transgénicos y la explotación de reservas mineras de baja calidad, son situadas en un plazo de tiempo de 5 a 10 años.

### Perspectivas a medio plazo
Los expertos consultados sitúan a la síntesis de nuevos materiales en un plazo de tiempo de 5 a 10 años, el desarrollo de nuevos materiales mediante técnicas de Biología Sintética se encuentra estrechamente relacionado con otra disciplina con grandes perspectivas de desarrollo, la nanotecnología.
En cuanto a las aplicaciones de la Biología Sintética relacionadas con Procesos Industriales la necesidad de disponer de enzimas con características más específicas hace que este sea un campo con una gran actividad investigadora.

### Perspectivas a largo plazo
La Biomedicina es el que más investigadores señalan como área de interés principal de la Biología Sintética, según estos, la Biomedicina alcanzará un mayor grado de desarrollo en un período de tiempo comprendido entre 10 y 15 años.